# Episodi di The Handmaid's Tale (prima stagione)
La prima stagione della serie televisiva The Handmaid's Tale, composta da dieci episodi, è stata trasmessa in prima visione assoluta negli Stati Uniti d'America da Hulu dal 26 aprile al 14 giugno 2017.
In Italia, la stagione è stata pubblicata sulla piattaforma on demand TIMvision il 26 settembre 2017.
| n° | Titolo originale                  | Titolo italiano                   | Pubblicazione USA | Pubblicazione Italia |
| -- | --------------------------------- | --------------------------------- | ----------------- | -------------------- |
| 1  | Offred                            | Difred                            | 26 aprile 2017    | 26 settembre 2017    |
| 2  | Birth Day                         | Compleanno                        | 26 aprile 2017    | 26 settembre 2017    |
| 3  | Late                              | Tardi                             | 26 aprile 2017    | 26 settembre 2017    |
| 4  | Nolite Te Bastardes Carborundorum | Nolite te bastardes carborundorum | 3 maggio 2017     | 26 settembre 2017    |
| 5  | Faithful                          | Fedele                            | 10 maggio 2017    | 26 settembre 2017    |
| 6  | A Woman's Place                   | Il posto di una donna             | 17 maggio 2017    | 26 settembre 2017    |
| 7  | The Other Side                    | L'altra parte                     | 24 maggio 2017    | 26 settembre 2017    |
| 8  | Jezebels                          | Gezebele                          | 31 maggio 2017    | 26 settembre 2017    |
| 9  | The Bridge                        | Il ponte                          | 7 giugno 2017     | 26 settembre 2017    |
| 10 | Night                             | Notte                             | 14 giugno 2017    | 26 settembre 2017    |

## Difred
- Titolo originale: Offred
- Diretto da: Reed Morano
- Scritto da: Bruce Miller

### Trama
La Repubblica di Gilead è un regime totalitario teocratico instauratosi negli Stati Uniti dopo che nel mondo, a causa del dilagare di guerre e inquinamento, il tasso di fertilità è drasticamente sceso. L'ancella Difred entra in servizio presso la casa del comandante Fred Waterford e di sua moglie Serena Joy, dove vive anche la Marta Rita, una sorta di cameriera tuttofare. In origine Difred era June Osborne, una giovane donna che aveva cercato di fuggire in Canada con il marito Luke e la  figlia Hannah, di cui non ha più notizie. Il compito di Difred è partorire il figlio di Fred e Serena sottoponendosi al rituale della Cerimonia, ispirato al passo biblico di Giacobbe e Rachele, in cui la moglie del comandante controlla che la schiava e il marito non ricevano alcun piacere dal rapporto sessuale.
L'educazione delle ancelle al Centro Rosso è affidata all'inflessibile Zia Lydia, la quale esercita un duro indottrinamento al loro compito di procreare. Janine, una delle nuove arrivate, si ribella all'autorità di Zia Lydia e per punizione le viene asportato un occhio. Quando deve uscire di casa per la spesa, June è accoppiata all'ancella Diglen, il cui vero nome è Emily. June ed Emily passeggiano in una città devastata dalla guerra, dove frequentemente capita di vedere persone impiccate per reati quali l'omosessualità, aver lavorato in cliniche abortiste o essere stato un prete cattolico.
June e le altre ancelle assistono a una Rigenerazione, cioè la condanna a morte di un uomo reo di aver stuprato un'ancella che portava in grembo un bambino. Le ancelle sono incaricate di decidere la sorte del condannato, linciandolo a morte. Emily rivela a June di essere lesbica e che come lei aveva tentato di fuggire; non essendo però in possesso di passaporto canadese, era rimasta intrappolata a Gilead, mentre la moglie e il figlio sono riusciti a lasciare il Paese. Emily mette June in guardia da Nick, il Custode di casa Waterford, poiché potrebbe essere un Occhio che la controlla per conto del regime. Salutata Emily, e consapevole di non essere l'unica a covare il seme della ribellione, June dichiara a se stessa che è pronta a lottare con ogni mezzo per sopravvivere e ritrovare la figlia.

## Compleanno
- Titolo originale: Birth Day
- Diretto da: Reed Morano
- Scritto da: Bruce Miller

### Trama
June sta passeggiando con Emily e osserva la Chiesa di Saint Paul distrutta dal regime, stessa sorte toccata alla Cattedrale di San Patrizio a New York. Emily la informa che esiste un movimento clandestino di resistenza di nome Mayday, di cui lei fa parte e le chiede di carpire quanti più segreti possibile da Fred. Rientrata a casa Waterford, Nick avvisa June che il comandante ha chiesto di vederla quella sera, mettendola in guardia da Emily.
Assistendo al parto di Janine, nel frattempo diventata l'ancella Diwarren, June ricorda quando ha dato alla luce Hannah in un ospedale dove i parti come il suo stavano già diventando un'eccezione. Dato che in quel periodo i furti di neonati erano all'ordine del giorno, una donna era stata arrestata per aver tentato di rapire Hannah. Janine partorisce una bambina a cui i Putnam, la famiglia presso cui presta servizio, danno il nome di Angela; l'ancella inizia però a chiamarla Charlotte.
Fred ha convocato June nel suo studio, circostanza vietata dalle leggi del regime, per chiederle di giocare a Scarabeo. June perde la partita di appena tre punti e Fred, ammirato dalla sua bravura, le chiede di rivederla quando sarà tornato da un viaggio di lavoro a Washington. Il mattino seguente June esce di casa sorridente, pronta a ragguagliare Emily delle scoperte fatte sul conto del proprio comandante. Tuttavia, ad attenderla trova una nuova ancella che si presenta anche lei come Diglen, avendo preso il posto di Emily.

## Tardi
- Titolo originale: Late
- Diretto da: Reed Morano
- Scritto da: Bruce Miller

### Trama
Passato. June e la sua amica Moira sono apostrofate in malo modo da un barista perché la carta di credito ha smesso improvvisamente di funzionare. In ufficio si viene a conoscenza del fatto che è entrata in vigore la legge marziale; pertanto, tutte le donne sono immediatamente licenziate e scortate fuori dall'edificio da uomini armati. Inoltre, tutti i loro conti correnti sono stati sequestrati, diventando proprietà dei rispettivi uomini. Molte donne cominciano a scendere in piazza, ma la polizia, ormai collusa con il nascente regime, non esita ad aprire il fuoco sulla folla.
Presente. Serena è gentile nei confronti di June perché crede che sia rimasta incinta. June teme che Janine stia iniziando a delirare, in quanto ha morso la signora Putnam durante lo svezzamento di Angela. Zia Lydia e un Occhio interrogano June sulle sue uscite con Emily, senza però ricavarne niente perché l'ancella afferma di non aver mai toccato argomenti sconvenienti. Quando Zia Lydia aggredisce June per aver citato impropriamente le Sacre Scritture, Serena la blocca perché sta picchiando un'ancella incinta, ma June precisa che non lo è in questo momento. Serena rinchiude June nella sua stanza, intimandole di restare incinta presto perché altrimenti le cose per lei potrebbero peggiorare.
Emily finisce sotto processo per aver avuto una relazione sessuale con una Marta. Entrambe sono giudicate colpevoli di "tradimento di genere", ma mentre la Marta è condannata a morte per impiccagione, a Emily è invece risparmiata la vita in virtù del suo status di ancella. Tuttavia, Emily deve subire la mutilazione dei genitali, volta a inibire pulsioni "anomale", anche se Zia Lydia le ricorda che potrà ugualmente generare figli.

## Nolite te bastardes carborundorum
- Titolo originale: Nolite Te Bastardes Carborundorum
- Diretto da: Mike Barker
- Scritto da: Leila Gerstein

### Trama
Passato. June e Moira riescono, dopo aver immobilizzato Zia Elisabeth e indossato i suoi abiti, a fuggire dal Centro Rosso. Arrivate alle stazione, Moira sale sul treno che la condurrà a Boston, ma non può salvare June che viene catturata dalla guardie e riportata al Centro Rosso, dove Zia Elisabeth la punisce con la frusta.
Presente. June è reclusa nella sua camera da ormai tredici giorni e scopre nella stanza degli abiti la scritta Nolite te bastardes carborundorum, lasciata probabilmente dall'ancella Difred che l'ha preceduta. In previsione della Cerimonia, Serena porta June dal ginecologo che si offre di metterla incinta, dato che Fred è sterile e della mancata gravidanza verrebbe incolpata soltanto lei. June rifiuta, anche se ciò comporta il fallimento della Cerimonia.
Durante la promessa partita di Scarabeo, June chiede a Fred il significato della frase in latino, apprendendo che la precedente Difred è morta suicida. June torna libera dall'isolamento, grata che la sua predecessora le abbia indicato la via d'uscita.

## Fedele
- Titolo originale: Faithful
- Diretto da: Mike Barker
- Scritto da: Dorothy Fortenberry

### Trama
Passato. June conosce Luke in coda a un food truck. Quella che nasce come una semplice frequentazione, con Luke peraltro già sposato, si trasforma in una vera e propria relazione che spinge June a chiedergli di lasciare la moglie.
Presente. Serena è a conoscenza della sterilità di Fred, motivo per cui decide che June sarà ingravidata clandestinamente da Nick. Al supermercato June incontra Emily, tornata dall'esilio e diventata l'ancella Distephen. June si unisce a Nick nel suo capanno, sottoponendosi comunque alla Cerimonia per non far capire a Fred che sanno della sua impotenza. June rimprovera il comandante per averla toccata in modo sconveniente durante il rapporto, sentendosi rispondere che anche loro provano compassione, tanto da aver risparmiato la vita a Emily. Nick confessa a June di essere un Occhio, intimandole di non fare più domande.
Dopo aver rinnovato l'invito a June di entrare in Mayday, Emily ruba una macchina e investe un Occhio, venendo arrestata. Quella notte June sgattaiola nel capanno di Nick per fare ancora sesso con lui, ma stavolta per sua scelta.

## Il posto di una donna
- Titolo originale: A Woman's Place
- Diretto da: Floria Sigismondi
- Scritto da: Wendy Straker Hauser

### Trama
Passato. Di ritorno da una serata al cinema, Fred comunica esultante a Serena che la sua mozione è stata approvata; quindi, da lì a tre settimane sarebbero partiti gli attacchi contro il governo americano. Fred si batte affinché anche la moglie, giornalista e intellettuale conservatrice, possa partecipare agli incontri del Consiglio, ma gli altri futuri comandanti restano fermamente contrari nel far intervenire le donne.
Presente. I Waterford ospitano una delegazione giunta dal Messico per siglare un accordo commerciale di vitale importanza per Gilead. L'ambasciatrice Castillo mette alle strette Serena su Il posto di una donna, libro di cui è autrice e che è considerato il manifesto di Gilead, postulando un "femminismo domestico" per una società il cui bene primario è la procreazione. June e altre ancelle sono invitate a partecipare alla cena di Stato con il governo messicano, dove Serena presenta con fierezza i "figli di Gilead".
Approfittando dell'occasione di parlare a tu per tu con Castillo, June le racconta la verità sulla vita a Gilead, scoprendo dall'ambasciatrice che il trattato appena concluso tra il suo Paese e Gilead prevede una vera e propria tratta delle ancelle. Flores, l'assistente di Castillo, fa sapere a June che Luke è ancora vivo.

## L'altra parte
- Titolo originale: The Other Side
- Diretto da: Floria Sigismondi
- Scritto da: Lynn Renee Maxcy

### Trama
Il giorno in cui June aveva tentato la fuga in Canada, Luke era rimasto ferito nello scontro a fuoco con i militari. In precedenza, ad aiutare Luke e la sua famiglia a scappare era stato il signor Whitman, desideroso di sdebitarsi con June perché sua madre gli aveva effettuato una vasectomia nonostante fosse ormai diventata una procedura illegale. June, Luke e Hannah trovano rifugio in una baita sperduta, fin quando non vengono costretti a lasciarla dopo che gli uomini di Gilead hanno impiccato Whitman.
Dopo il ferimento e la cattura, Luke è caricato su un'ambulanza per essere consegnato ai comandanti e sopravvive al cappottamento del veicolo, riuscendo faticosamente a raggiungere un paesino devastato dalla guerra civile. Qui viene soccorso da un gruppo di militanti della Resistenza, la cui leader Zoe gli cura la ferita all'addome. Tra i membri del gruppo, oltre a un gay e una suora, c'è Erin, rimasta muta dopo essere stata prelevata da un centro di raccolta di donne fertili. Luke chiede di poter fare ritorno a Boston, ma cambia idea dopo che Zoe gli mostra diverse persone impiccate dentro una chiesa per essersi ribellate a Gilead. Luke sale a bordo di un traghetto diretto in Canada, riuscito a partire nonostante un convoglio di soldati inizi a sparare contro i fuggitivi.
Tre anni dopo. Luke ed Erin si sono stabiliti a Toronto, diventata parte della Little America. Luke riceve il messaggio di June in cui la moglie gli chiede di salvare Hannah.

## Gezebele
- Titolo originale: Jezebels
- Diretto da: Kate Dennis
- Scritto da: Kira Snyder

### Trama
Passato. Nick è uno spiantato, incapace di tenersi un lavoro stabile. Un giorno, ritrovatosi coinvolto in una rissa in un centro di collocamento, Nick fa la conoscenza del signor Guthrie, il quale si mostra interessato alla sua situazione e lo prende sotto la propria ala. Guthrie è uno dei comandanti del gruppo I Figli di Giacobbe e vuole che Nick gli faccia da autista, tanto che dal posto di guida il ragazzo ascolta i discorsi tra comandanti sulla futura Gilead. Dopo il colpo di stato, entrato in servizio presso i Waterford, Nick trova l'ancella Difred impiccata al soffitto della camera da letto. Poiché le circostanze del suicidio non sono chiare, Guthrie incarica Nick di vigilare sui Waterford.
Presente. Approfittando dell'assenza di Serena, Fred porta June in un bordello clandestino di Boston noto come Gezebele, dove i comandanti sfogano i loro istinti repressi che formalmente Gilead non tollera. Qui June incontra la sua amica Moira, addolorata di averla abbandonata al suo destino in stazione, anche se la fuga ha poi avuto vita breve, tanto da essere finita a Gezebele. Nick comunica a June che è opportuno interrompere i loro incontri clandestini, sentendosi rispondere che è un ipocrita incapace di ribellarsi all'autorità dei Waterford.
Tornata dalle sue incombenze, Serena omaggia June di un carillon che le ricorda la sua condizione di schiava, al pari della ballerina costretta a esibirsi a comando. June incide nel ripostiglio della camera la scritta "Non sei sola", a futura memoria di chi verrà dopo di lei.

## Il ponte
- Titolo originale: The Bridge
- Diretto da: Kate Dennis
- Scritto da: Eric Tuchman

### Trama
June si è decisa a entrare in Mayday, venendo incaricata di tornare a Gezebele per ritirare un pacco. L'ancella ha gioco facile nell'ammiccare a Fred per indurlo a riportarla al bordello la sera stessa. Completato lo svezzamento di Angela, Janine è trasferita presso la famiglia Monroe e assume il nome Didaniel. Legata alla vecchia identità di Diwarren e convinta che il comandante la ami davvero, Janine si ribella alla Cerimonia e fugge via. Serena è in crisi per non aver ancora avuto il tanto desiderato bambino e, chiacchierando con Rita, apprende che la sua Marta ha perso un figlio nella guerra civile.
June non riesce a sottrarsi al controllo di Fred, il quale le ha organizzato un incontro con Moira, credendo fosse questa la ragione del suo desiderio impellente di tornare a Gezebele. Moira è tutt'altro che felice di vedere June, disapprovando che si faccia coinvolgere in Mayday, e la invita a non farsi più vedere, ritenendo vane le speranze di sottrarsi al loro destino. June è svegliata all'alba da Serena perché Janine minaccia di gettarsi da un ponte con la piccola Angela tra le braccia e Zia Lydia ritiene che lei possa convincerla a desistere dal suicidio. June riesce a tranquillizzare l'amica, mettendo al sicuro Angela, ma successivamente Janine si getta nell'acqua ghiacciata, finendo in coma in ospedale.
Il comandante Putnam finisce sotto indagine per quanto avvenuto e la moglie si arrabbia con Serena, avendo costei dubitato della sua lealtà al regime, invitandola a preoccuparsi piuttosto del comportamento di suo marito, alludendo al suicidio della loro precedente ancella. Serena entra nello studio di Fred per chiedergli cosa le sta nascondendo. June riceve in rosticceria il pacco che avrebbe dovuto ritirare a Gezebele, fattole pervenire da Moira. Quest'ultima ha infatti scelto di dare ascolto alle sue parole, fuggendo da Gezebele dopo aver ucciso un cliente.

## Notte
- Titolo originale: Night
- Diretto da: Kari Skogland
- Scritto da: Bruce Miller

### Trama
Passato. June arriva al Centro Rosso, subendo il pugno di ferro di Zia Lydia nell'apprendere il suo nuovo ruolo di ancella.
Presente. Serena ha trovato l'abito indossato da June nelle sue serate a Gezebele e, dopo averla schiaffeggiata, la costringe a effettuare un test di gravidanza che dà esito positivo. Dopo aver dato la lieta notizia al marito, pur rimarcando che non può essere figlio suo, Serena porta June all'istituto in cui si trova Hannah, senza però darle la possibilità di scendere dalla macchina. Serena avverte June che la sicurezza di Hannah è direttamente collegata alla salute del bambino che porta in grembo. Dentro il pacco di Gezebele ci sono testimonianze delle ancelle che vogliono far conoscere la tirannia di Gilead al mondo. Deluso per aver inutilmente tentato di difendere l'amico Putnam dall'amputazione del braccio sinistro, Fred si riconcilia con Serena e le promette che, una volta nato il bambino, June uscirà dalle loro vite.
Le ancelle sono convocate per la lapidazione di Janine, accusata di aver attentato alla vita di Angela. June si rifiuta di colpire Janine, lasciando il sasso a terra e scusandosi con Zia Lydia, subito imitata da tutte le altre. Zia Lydia si vede costretta a congedare le ancelle, paventando delle conseguenze. Nel frattempo, Moira è riuscita ad arrivare in Canada, entrare in un programma per rifugati e incontrare Luke che l'aveva messa sulla sua lista di familiari. Un van nero giunge a casa Waterford per portare via June. Nick le sussurra all'orecchio di fidarsi degli uomini armati e June riesce a dire a Rita di guardare dietro la vasca da bagno, dove ha nascosto i messaggi delle ancelle. June sale sul van, senza sapere se la condurrà verso la salvezza o verso la sua fine.